# Kovvur
Kovvur è una suddivisione dell'India, classificata come nagar panchayat, di 39.193 abitanti, situata nel distretto del Godavari Occidentale, nello stato federato dell'Andhra Pradesh. In base al numero di abitanti la città rientra nella classe III (da 20.000 a 49.999 persone).

## Geografia fisica
La città è situata a 17° 1' 0 N e 81° 43' 60 E e ha un'altitudine di 10 m s.l.m..

## Società

### Evoluzione demografica
Al censimento del 2001 la popolazione di Kovvur assommava a 39.193 persone, delle quali 19.524 maschi e 19.669 femmine. I bambini di età inferiore o uguale ai sei anni assommavano a 4.131, dei quali 2.134 maschi e 1.997 femmine. Infine, coloro che erano in grado di saper almeno leggere e scrivere erano 27.536, dei quali 14.522 maschi e 13.014 femmine.